# ペデストリアンデッキ

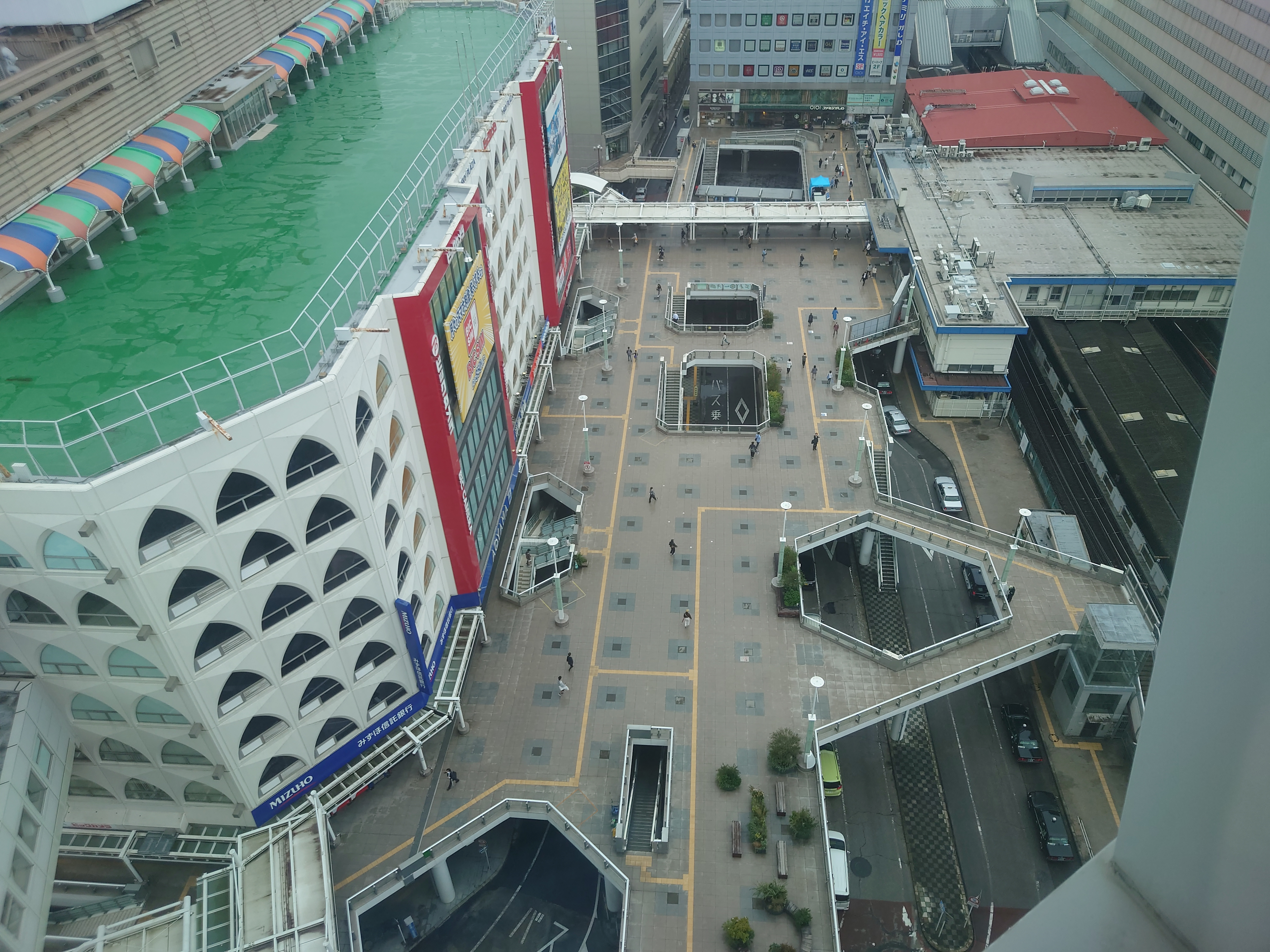
柏駅（柏市）東口のペデストリアンデッキ（2024年5月撮影）。日本初のペデストリアンデッキであり、駅周辺3棟の再開発ビルを相互に接続する。

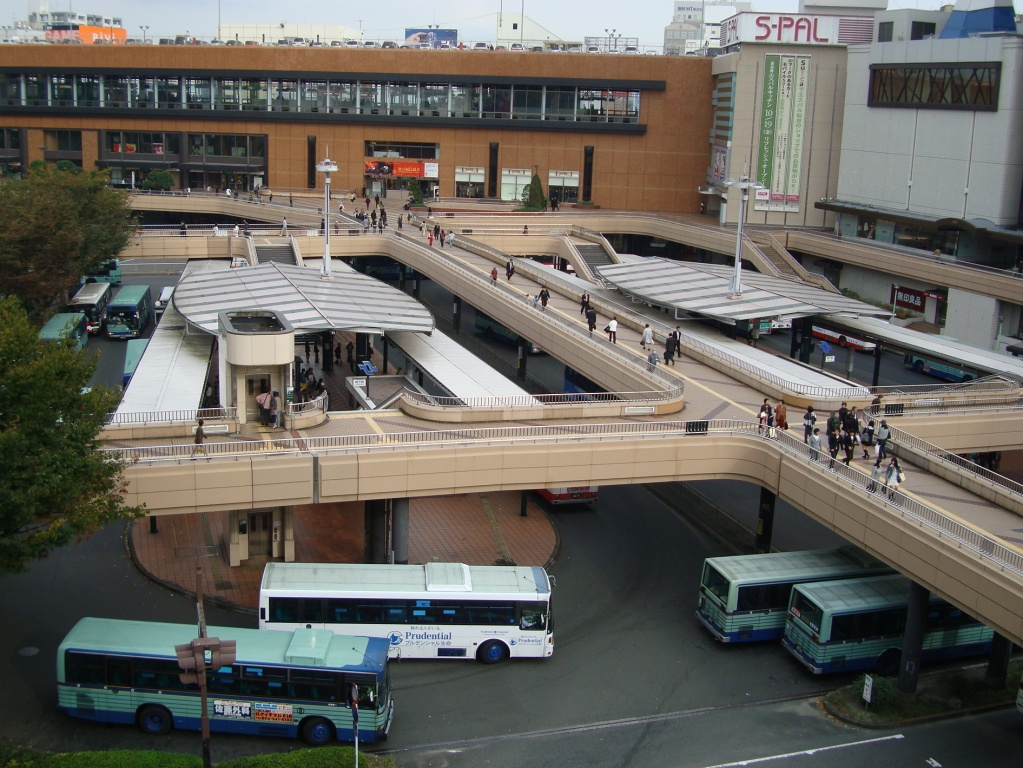
仙台駅（仙台市）西口のペデストリアンデッキは、駅から広範囲に伸び、国内最大級の総面積をもつ。（2007年10月撮影）

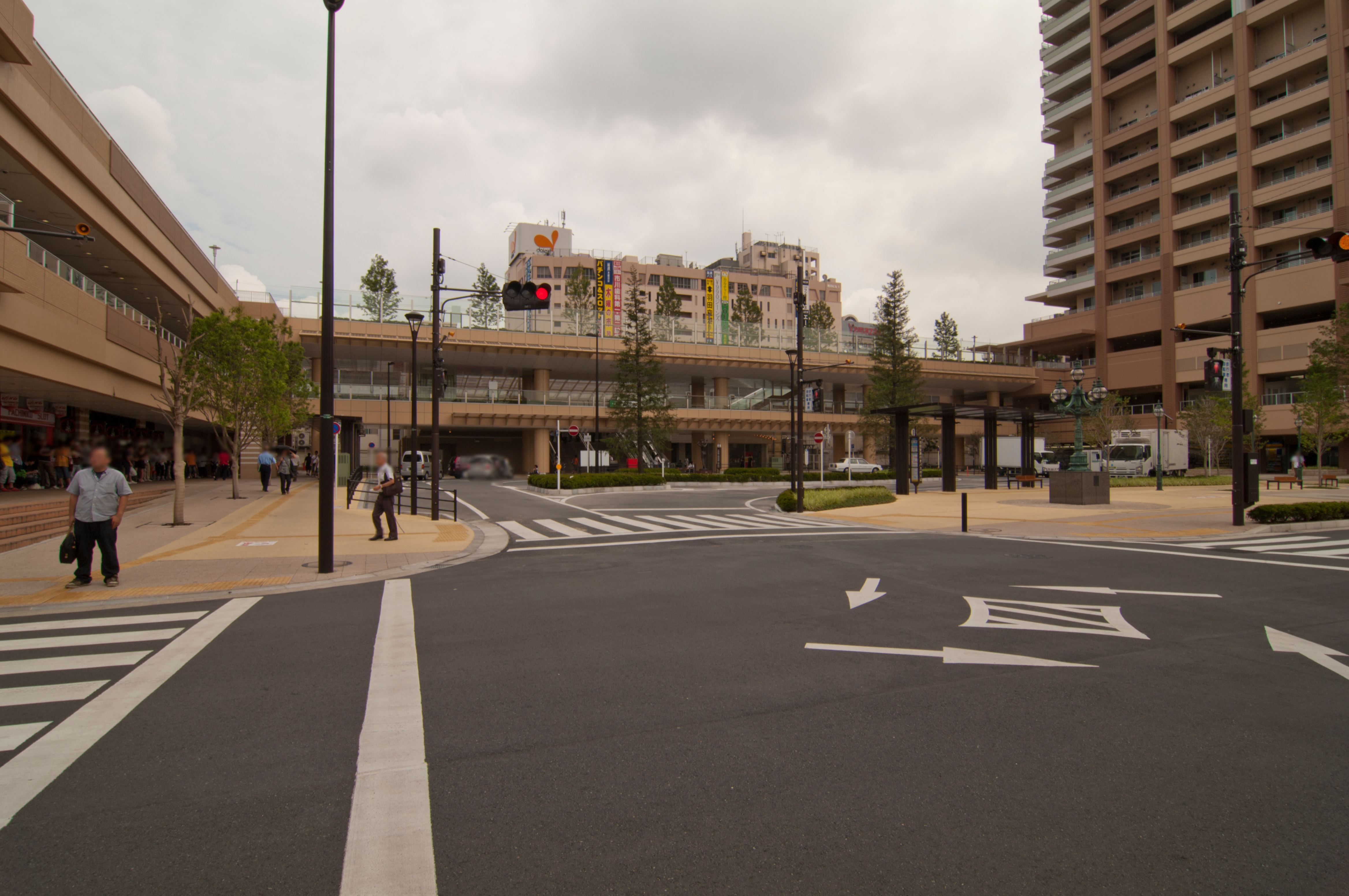
市川駅（市川市）南口の2層型ペデストリアンデッキ（2010年7月撮影）

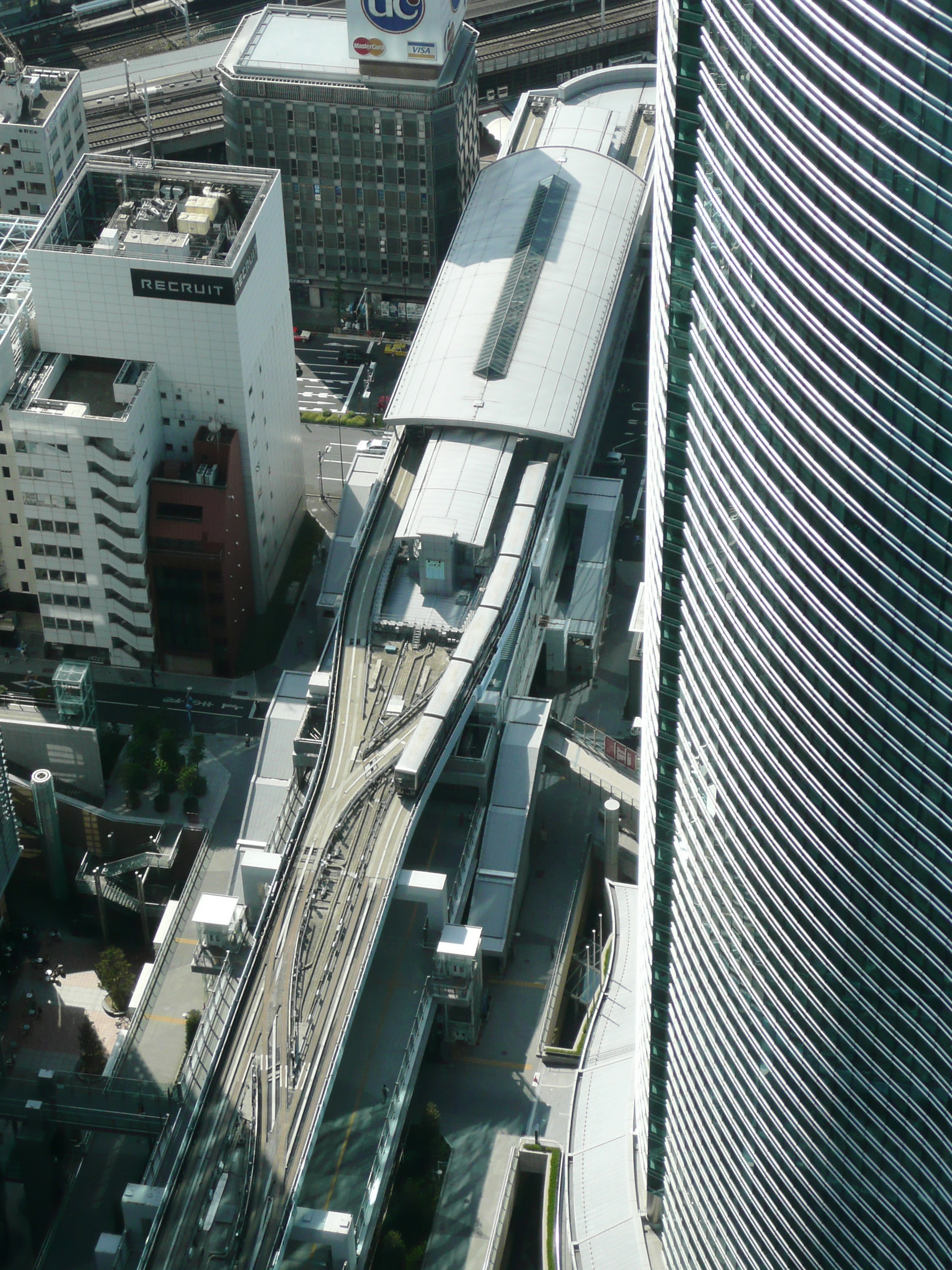
ゆりかもめ・新橋駅（東京都）とその下層のペデストリアンデッキ（2007年12月撮影）。シオサイト全体にペデストリアンデッキ網が広がる。

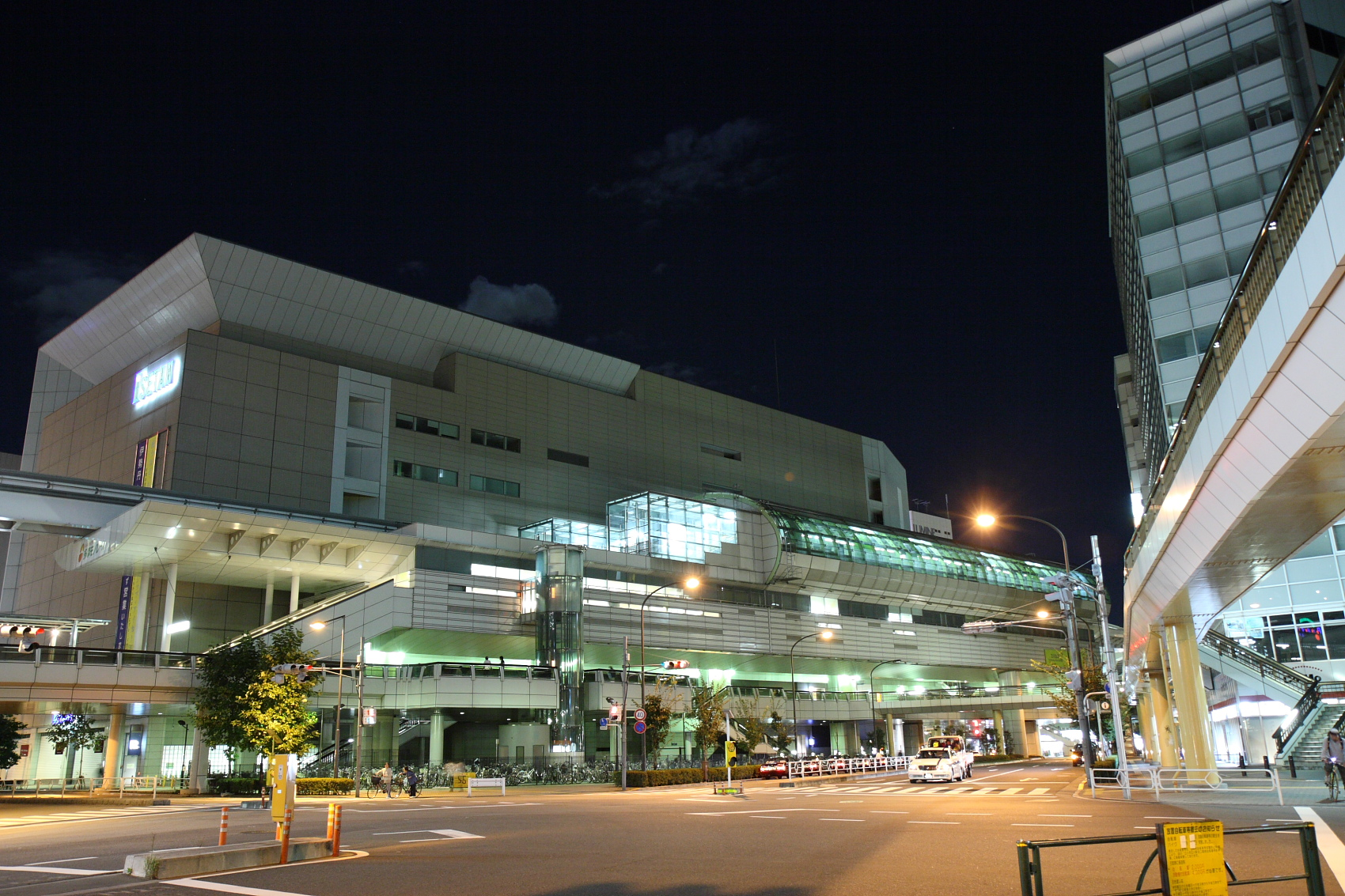
立川北駅（立川市）のペデストリアンデッキ（2006年10月撮影）。立川駅の北口・南口と多摩都市モノレール線の高架駅2駅さらにその周辺に広がるペデストリアンデッキ網が形成されている。

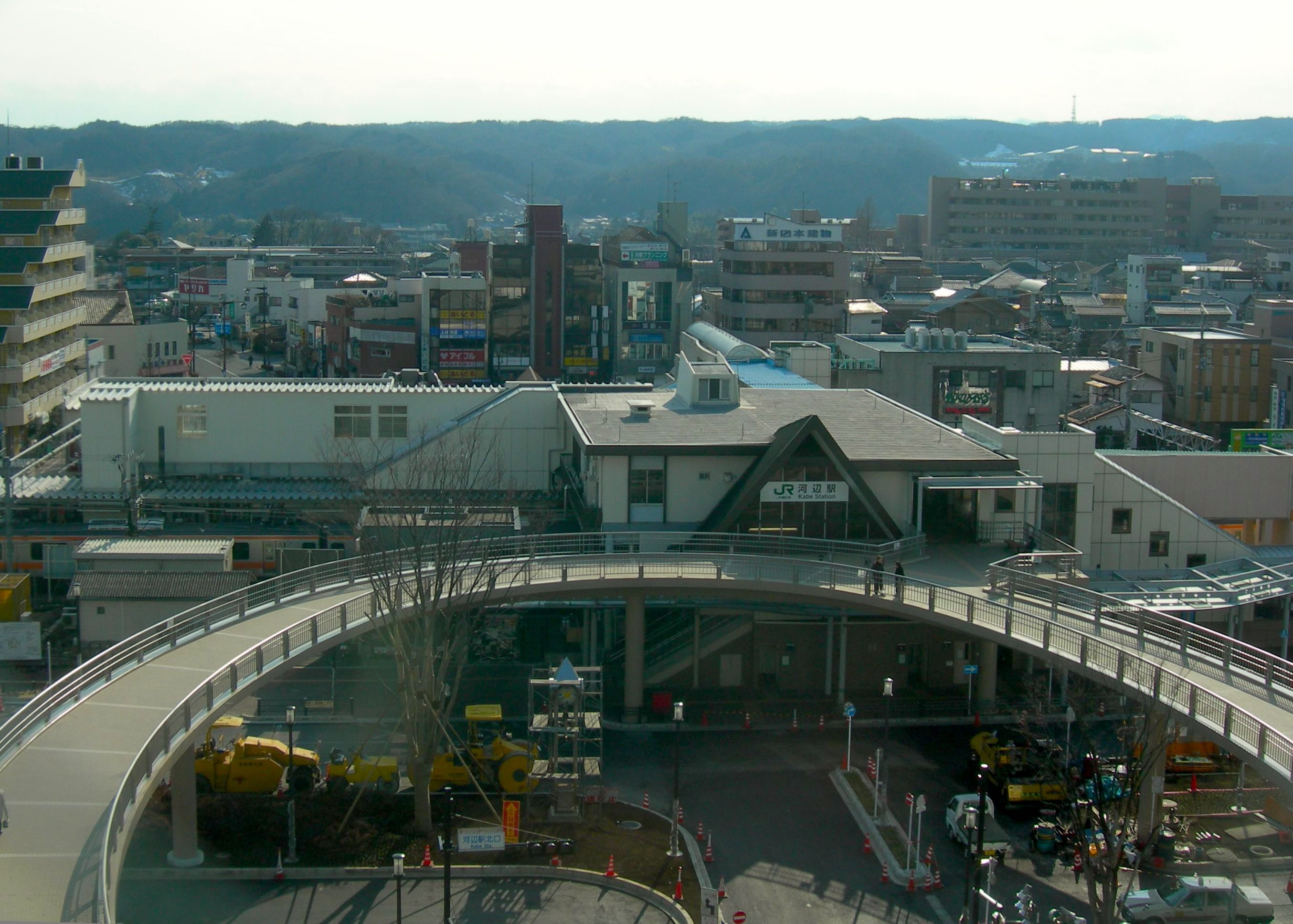
河辺駅（青梅市）北口のペデストリアンデッキ。地方郊外型の駅でデッキの構造は極めてシンプルなもの。愛称は河辺びっぐぷらむ。イオンスタイルをキーテナントとする再開発商業施設河辺タウンビルと接続する。

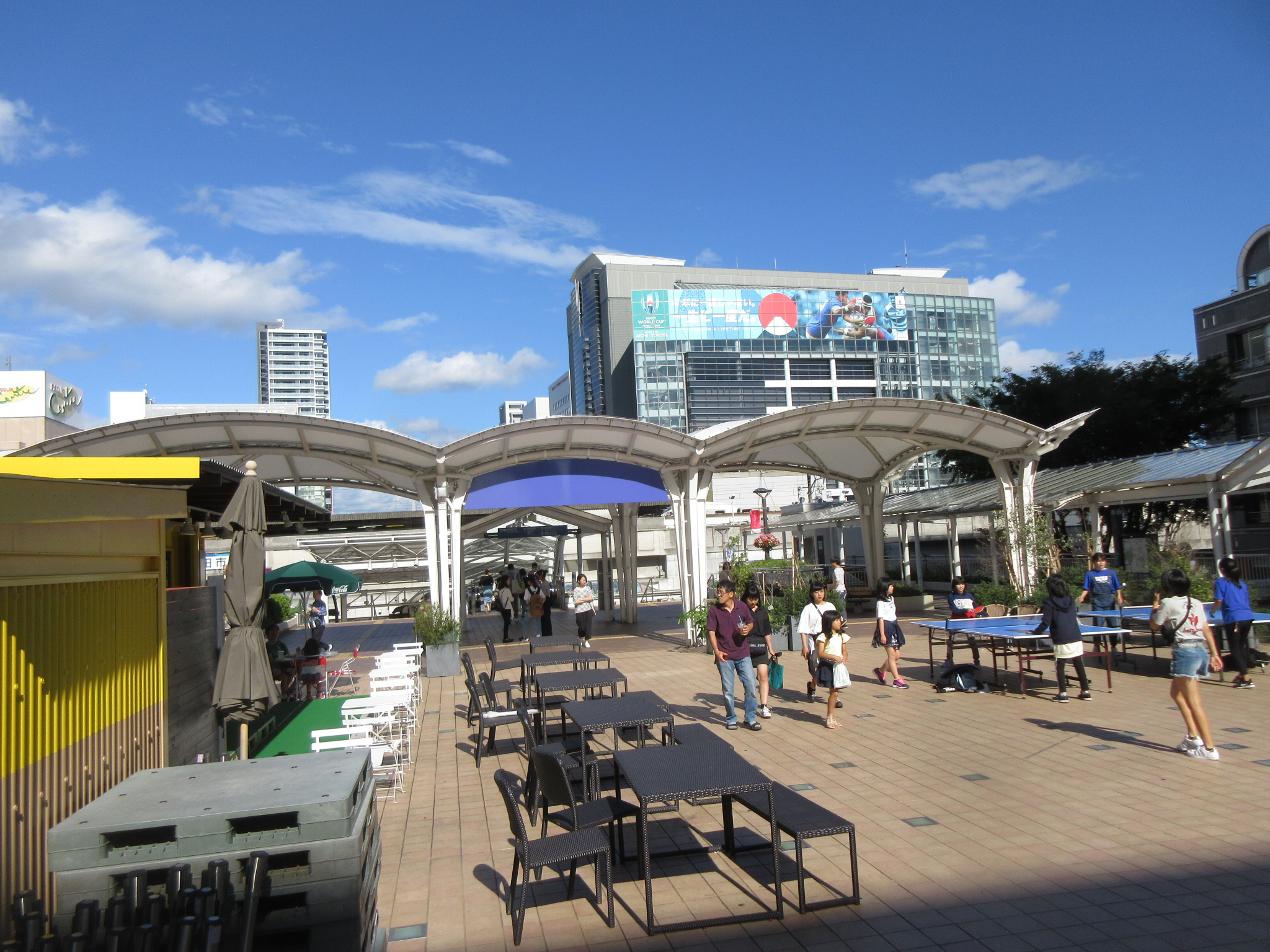
豊田市駅（豊田市）西口のペデストリアンデッキ。T-FACE（旧松坂屋豊田店）と接続する。

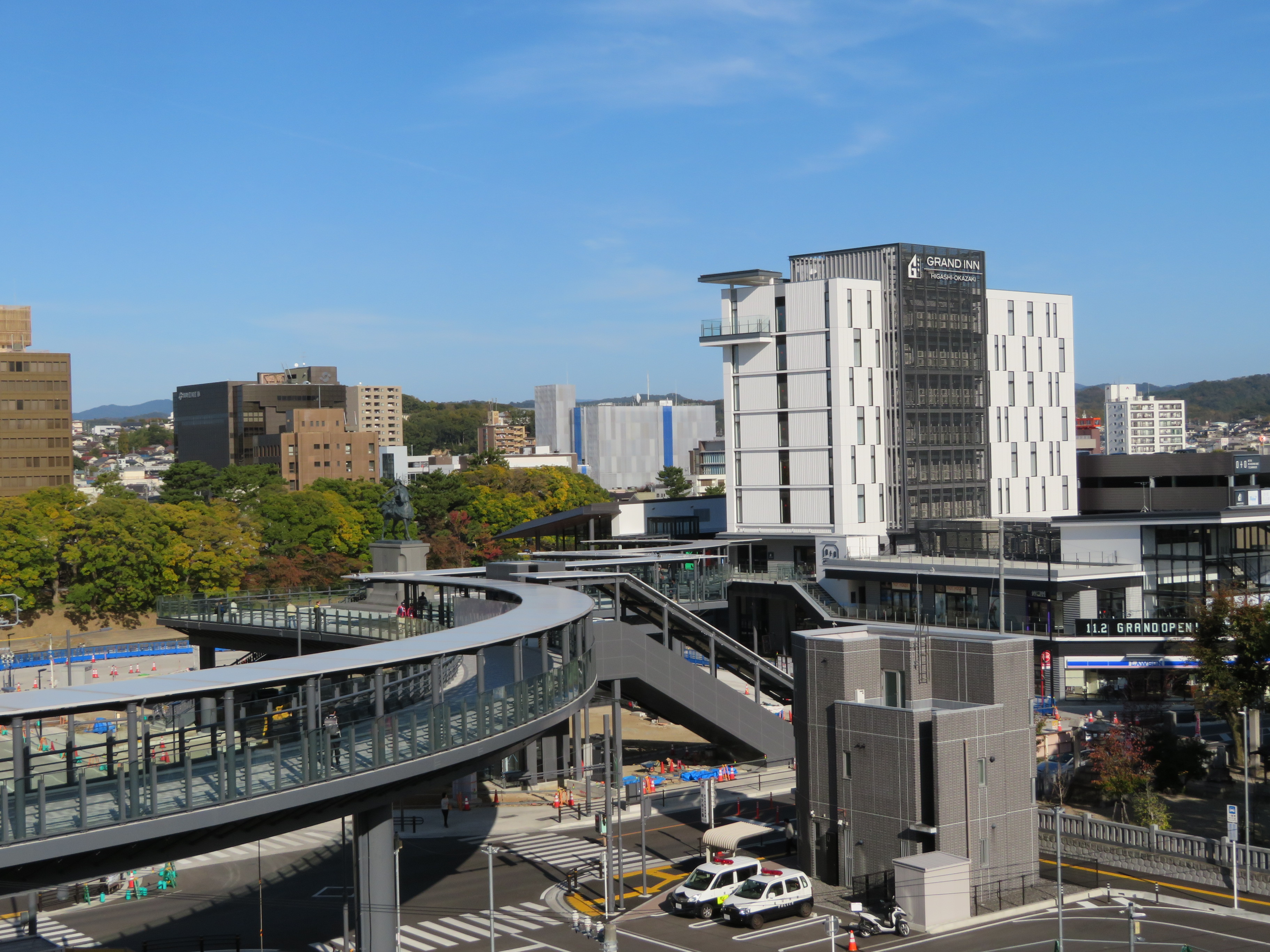
東岡崎駅（岡崎市）東口のペデストリアンデッキ。オト リバーサイドテラスと接続する。2019年11月2日に開通。

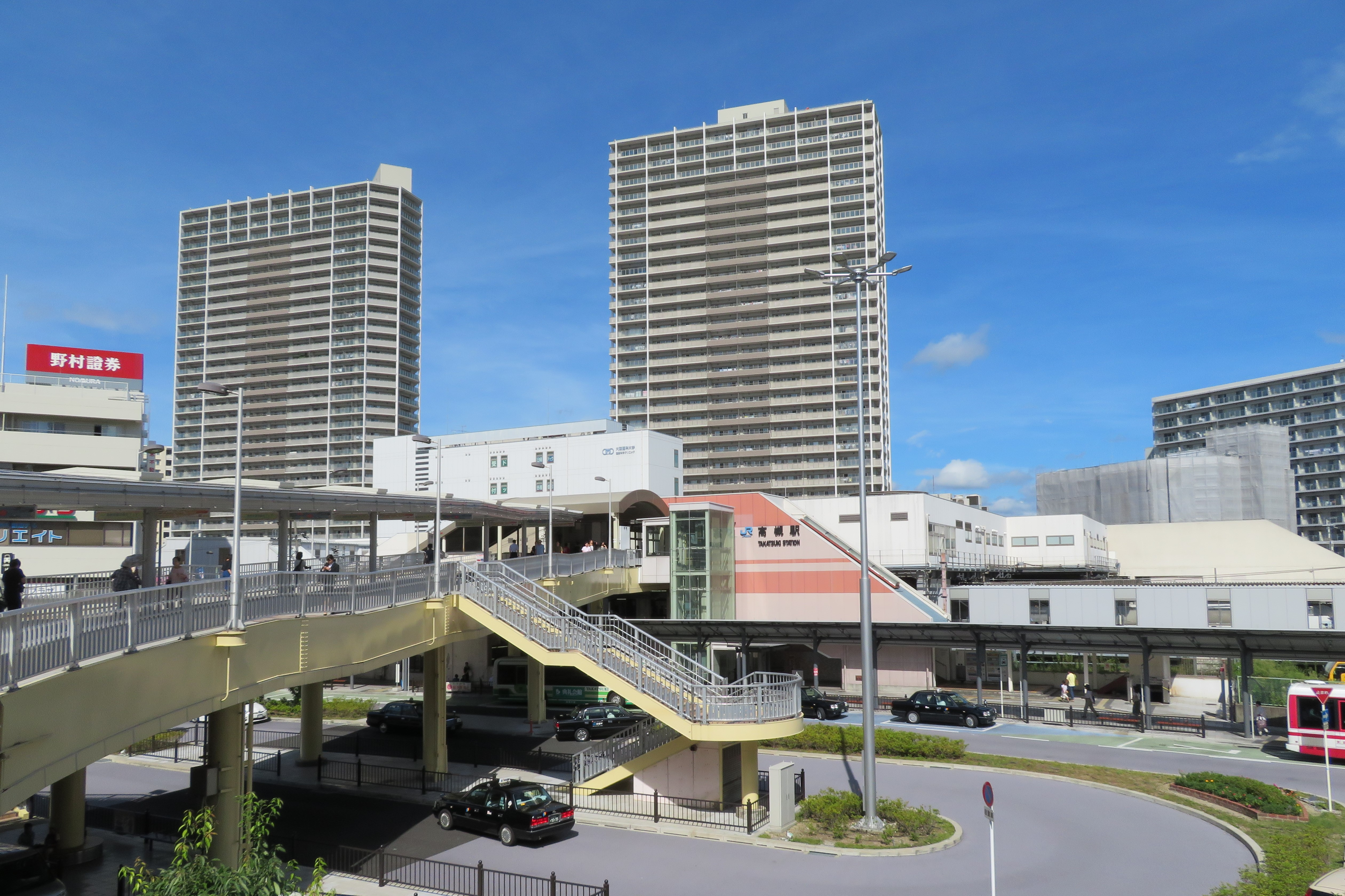
高槻駅（高槻市）南口のペデストリアンデッキ（2019年9月撮影）。グリーンプラザたかつきと接続する。

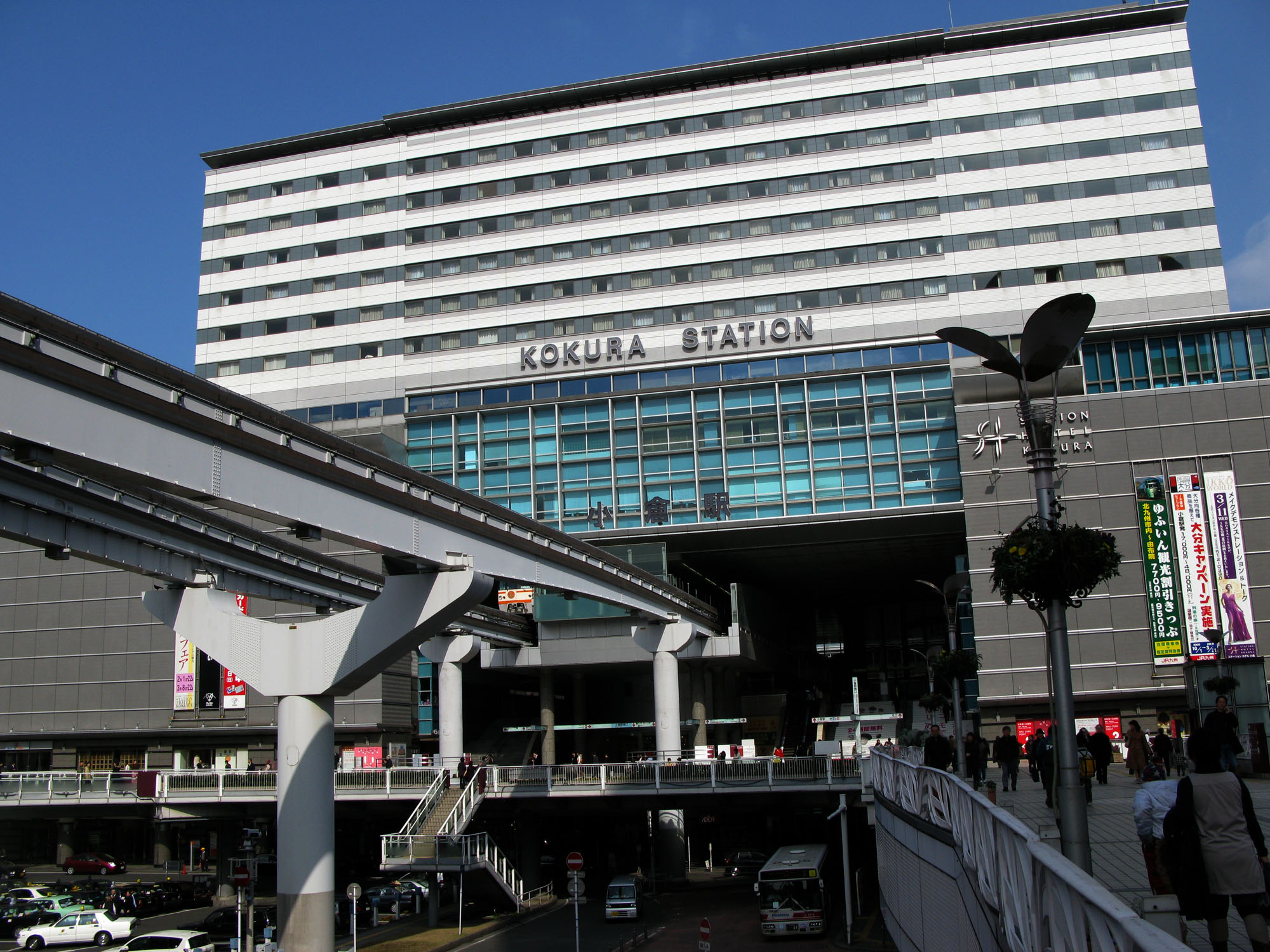
小倉駅（北九州市）南口のペデストリアンデッキとその上を通る北九州モノレール（2009年2月撮影）。立体道路制度がモノレールに適用されている。

ペデストリアンデッキ（英: Pedestrian walkways, Pedway）は、高架型または地下の歩道のことである。歩行者デッキや略してペデデッキ、あるいはペデと言う場合もある。
一般に建物と接続して作られ、歩道のほかに広場の機能を併せ持つ場合も多く、道路の付属物である横断歩道橋とは区別される。
ペデストリアンは歩行者を意味する英語「pedestrian」をカタカナ転写したもの、デッキは甲板を意味する英語「deck」をカタカナ転写したものである。

## 概要
車道と歩道を分離して設置された高架による歩行者専用の歩道のことで、大きな鉄道駅（地上駅）の駅前に設置されていることが多い。本来は線路を高架化・地下化したほうがよいが、それが難しい場合はペデストリアンデッキにして歩道を高架にすることが多い（その場合、車道についてはアンダーパスにして鉄道線路の下をくぐって通すケースが多い）。地下通路より低コストで作れるうえ、地上に作ることで街の顔になりやすい。
人工地盤のみでは面積が広いベランダ（庇あり）やバルコニー（庇なし）と同じ構造となってしまうが、これに道路などをまたぐ橋、地上の歩道との間に昇降装置（階段・スロープ・エスカレーター・エレベーターなど）を設けることで、広場および歩道橋の両機能を併せ持つことになる。
このような建築物は、鉄道駅周辺や超高層ビル周辺のような交通輻輳地、あるいは、野球場やスタジアム、大規模ショッピングモール、学生数が多い大学の構内など多くの歩行者がある時間に集中する施設周辺において、複層化により利用できる周辺面積を広げ、さらに、歩行者と車両（自家用車・バス・タクシー・オートバイ・自転車・路面電車など）との間の動線分離（歩車分離）により交通安全を実現する目的で建設される。
ペデストリアンデッキの意訳として、人工地盤部より橋部に着目した「歩行者回廊」との呼称が用いられる場合がある。ただし、逆は必ずしも正しいとは言えず、「歩行者回廊」が地上の歩行者専用街路を指す例が見られ、ペデストリアンデッキとこれらの名称は同義語とまでは言えない。

## 駅前デッキ
駅前広場において駅舎に接続して建設された場合は「駅前デッキ」とも呼ばれる。地上駅舎や高架駅舎の2階の高さに横付けするように1層のペデストリアンデッキを接続して設置するのが一般的だが、市川駅南口駅前デッキ（2010年竣工）のように2階と3階に2層のペデストリアンデッキを設置する例も見られる。また、道路の付属物として建設される新交通システム（モノレールほか）では、線路とホームを道路上空3階とし、その下の道路上空2階に設けられた改札や出入口と連続して駅前デッキを設置する例もしばしば見られる。
駅前デッキは日本で特に発達しているが、日本以外ではあまり見られない。理由は様々あるが、デッキ下が暗渠のようになってしまい、防犯上問題があるとのことでイギリスでは一部廃止された例も見られる。
日本初のペデストリアンデッキ（駅前デッキ）は柏駅に1973年（昭和48年）に竣工した。これ以降、全国で設置されるようになった。司馬遼太郎が『街道をゆく』で絶賛し、大規模なことで知られる仙台駅（地図 - Google マップ）の西口駅前デッキは、西口駅前広場の総面積を30%以上増加させるのに寄与するのと同時に、開口部を広くとっているためデッキ下の地上が暗くならなくなっている。仙台駅での成功は、仙台市の拠点都市化にも貢献したといわれ、以後各地の駅にも波及していった。

## ペデストリアンデッキ網
駅前広場から周辺の多くの商業施設や高層ビルをつないで「ペデストリアンデッキ網」を形成している例として、以下のようなものがある。
- 仙台駅周辺（地図 - Google マップ）- 仙台駅の東西に広がり、2022年時点で張り巡らされた総延長は約1800メートル、総面積は約1万4000平方メートルと国内最大級の規模で[25]、高速バスセンターや地下駐車場を併設した商業施設にも繋がっている。
- 高崎駅周辺（地図 - Google マップ）
- 大宮駅周辺（地図 - Google マップ）
- さいたま新都心（地図 - Google マップ）
- 舞浜駅周辺（地図 - Google マップ）
- 幕張新都心（地図 - Google マップ）
- シオサイト（地図 - Google マップ）
- 立川駅周辺（地図 - Google マップ）
- 八王子駅周辺（地図 - Google マップ）
- 横浜駅周辺および横浜みなとみらい21（地図 - Google マップ）
- 滋賀県の草津駅周辺（地図 - Google マップ）
- 大阪ビジネスパーク（地図 - Google マップ）
- 小倉駅周辺（地図 - Google マップ）
- 黒崎駅周辺（地図 - Google マップ）

駅から離れて立地するバスターミナルを中心に周辺商業施設や駐車場ビルなどをつないで「ペデストリアンデッキ網」を形成している例として、以下のようなものがある。
- 万代シテイ（地図 - Google マップ）
- つくばセンター（地図 - Google マップ） - 逆に設置20年後に鉄道駅が開通した。
- 浜大津（地図 - Google マップ）

## 類似構造物

### 法令などによる分類
1950年（昭和25年）5月24日施行の建築基準法の第44条第1項で「建築物又は敷地を造成するための擁壁は、道路内に、又は道路に突き出して建築し、又は築造してはならない。」とあり、そもそも道路上空に通路を設置することはできないことになっているが、同項第4号により、特定行政庁の認可があれば設置することが可能になる。
1957年（昭和32年）7月15日の「道路の上空に設ける通路の取扱等について」との通達
（以下「1957通達」と表記）により、道路上空を横断する通路の設置基準が規定された。日本初の横断歩道橋は1959年（昭和34年）6月27日に開通したが、「1957通達」の適用外であり、他の法令もペデストリアンデッキや公共用歩廊とは違って適用外になる。
公共用歩廊は、道路上空で建物同士をつなぐ渡り廊下のようなもので、近年はビル同士をつなぐ場合にスカイウォークなどとも呼ばれる。「1957通達」の基準に適合する場合に設置が許可され、道路管理者に道路使用料を支払って設置する。
ペデストリアンデッキの所有者は設置される広場や道路の所有者であるのが一般的だが、広場や道路の管理者、接続される建物の管理者らが応分の負担をして設置される。
|                             | 設置者                                                         | 「1957通達」       | 建築基準法 | 消防法       | 道路法         |
| --------------------------- | -------------------------------------------------------------- | ------------------ | ---------- | ------------ | -------------- |
| ペデストリアン デッキ       | 接続する建物の管理者 建築物下の土地管理者 建築物下の道路管理者 | △ 道路上空部分のみ | ○ 建築物   | ○ 防火対象物 | ○ 32条占用物件 |
| 公共用歩廊 （道路上空通路） | 接続する建物の管理者                                           | ○                  | ○ 建築物   | ○ 防火対象物 | ○ 32条占用物件 |
| 横断歩道橋                  | 道路管理者                                                     | ×                  | × 工作物   | × 道路の一部 | × 道路         |

ペデストリアンデッキは道路法の適用を受けるため、占有して商売を営むには制限があり、同様に歩車分離を実現できる地下街のように利益を生み出すことは難しいが、ペデストリアンデッキの方が地下街に比べて初期投資が小さくて済む利点がある。
逆に近くの商店街まで延伸することで駅ナカ偏重を回避することも期待される。

### 津波避難施設
津波からの避難を目的に、人工地盤と階段等の昇降施設という組み合わせで建設された施設は「津波避難タワー」「津波避難デッキ」などと呼ばれる。前者は他の建物と接続しない単独施設の場合の呼称として用いられることが多いが、後者は前者と同様な場合のほかに、他の建物と接続する場合の呼称にも用いられる。これらは、津波発生時以外の通常時は閉鎖されている例が多い。
2011年（平成23年）3月11日発生の東北地方太平洋沖地震（東日本大震災）を機に、道路法施行令の一部改正が2013年（平成25年）4月1日に施行され、津波避難施設も道路上空を占用することが可能になった。すると同年9月23日、静岡県榛原郡吉田町において、通常時には歩道橋として利用できる津波避難タワーが全国で初めて完成した。さらに2016年（平成28年）4月23日には、建物同士を接続し、道路上空のみならず広場等上空にまで広がるペデストリアンデッキ型の津波避難デッキ（全長：372 m、有効幅員：4.8 m、高さ：5 - 6.5 m）が宮城県塩竈市に完成した。このような歩道橋型「津波避難タワー」やペデストリアンデッキ型「津波避難デッキ」は、津波発生時には水圧や津波と共に流されてくる瓦礫から横向きの外力を受け、さらに浸水により浮力も受けるため、通常のそれらと比べて堅牢に造られる。

## 沿革
歩行者と自動車の通行分離は、1963年にイギリスで発行されたブキャナンレポート（英: Traffic in Town）に既に見られる。同レポートでは、建物と一体化されたペデストリアンデッキなどを提案している。
日本では、1969年（昭和44年）に施行された都市再開発法の適用第1号である「柏駅東口市街地再開発事業」（千葉県柏市）において、1973年（昭和48年）に竣工した柏駅東口の「歩行者専用嵩上（かさあげ）式広場」（通称：ダブルデッキ）が日本初のペデストリアンデッキとされる。同デッキにより、柏駅舎と柏そごう（2016年9月30日閉店）などが接続されている。
1994年（平成6年）6月29日施行のハートビル法、2006年（平成18年）12月20日に代わって施行されたバリアフリー新法により、ペデストリアンデッキも段差解消やエレベータ設置などのバリアフリー化が進められた。
2005年（平成17年）4月8日、ペデストリアンデッキなどにも立体道路制度の適用が可能になった。
2013年（平成25年）4月1日、一部を改正した道路法施行令（昭和27年政令第479号）が施行され、新たな占用許可対象物件として津波避難施設も追加された。